# Lee Ji-sol
Lee Ji-sol (이지솔?; 9 luglio 1999) è un calciatore sudcoreano, difensore del Suwon.

## Caratteristiche tecniche
È un difensore centrale.

## Carriera

### Club
Ha giocato nella prima divisione sudcoreana con il Jeju SK e con il Gangwon.

### Nazionale
Con la nazionale Under-20 sudcoreana ha preso parte al campionato mondiale di calcio Under-20 2019, nel quale la sua nazionale è stata finalista perdente.